# Fudeci curvifemur
Fudeci curvifemur is een hooiwagen uit de familie Minuidae.